# Ali Yasin Özegemen
Ali Yasin Özegemen (ur. 30 maja 1989 w Konyi) – turecki aktor filmowo-telewizyjny i model.

## Życiorys
Ali Yasin Özegemen urodził się 30 maja 1989 w Konyi. Przejawiał duże zainteresowanie sportem, lecz w liceum zrezygnował z gry w koszykówkę, choć odnosił wiele sukcesów. Szkołę średnią ukończył w 2008, po czym dostał się na Uniwersytet Mugla, gdzie studiował na Wydziale zarządzania hotelarstwem. W 2011 rozpoczął karierę w modelunku, a rok później związał się z branżą serialową i filmową. W 2013 wystąpił w serialu Doksalnar, a w 2015 wziął udział w tureckiej edycji programu Big Brother. W 2019 wystąpił w roli Leventa Metehanoğlu w serialu Zranione ptaki. Później wystąpił w filmie Tepe Operasyonu, a w 2022 dołączył do obsady serialu Zakazany owoc. Wziął udział również w serialu Bahar (w Turcji jako Kader Oyunları), odgrywając rolę Demira Keskina. W 2024 miała miejsce premiera filmu Lohusa z jego udziałem.

## Życie prywatne
Swego czasu krążyły plotki, że Özegemen spotyka się z partnerką z planu serialu Zranione ptaki, Gizem Arıkan, jednak określił on relacje między nimi wyłącznie jako przyjacielskie.

## Filmografia
| Filmy fabularne     |                 |                                                       |                    |
| Rok                 | Tytuł           | Reżyseria                                             | Rola               |
| 2022                | Tepe Operasyonu | Burhan Keskin, Metin Kuru                             | Ali                |
| 2024                | Lohusa          | Kivanç Baruönü                                        | Mehmet             |
| Seriale telewizyjne |                 |                                                       |                    |
| Rok                 | Tytuł           | Reżyseria                                             | Rola               |
| 2013-2014           | Doksalnar       | Birol Güven                                           | Görkem             |
| 2019                | Zranione ptaki  | Yasemin Erkul, Ece Tahtalıoğlu, Filiz Kuka, Cem Tabak | Levent Metehanoğlu |
| 2022-               | Zakazany owoc   | Neslihan Yeşilyurt, Murat Öztürk                      | Tarcan             |
| 2023                | Bahar           | Emre Bahadır Çırakoğlu, Serkan Aydyner                | Demir Keskin       |